# مصطفى جارجو
مصطفى جارجو (بالإنجليزية: Mustapha Jarju)‏ (مواليد 18 يوليو 1986 في بانجول) لاعب كرة قدم غامبي دولي يجيد اللعب في خط الوسط. يلعب لصالح نادي مونز بلجيكي.

## روابط خارجية
- مصطفى جارجو على موقع الدوري الأمريكي (الإنجليزية)
- مصطفى جارجو على موقع قاعدة بيانات كرة القدم.إي يو (الإنجليزية)
- مصطفى جارجو على موقع ناشيونال فوتبول تيمز (الإنجليزية)
- مصطفى جارجو على موقع Soccerway.com (الإنجليزية)
- مصطفى جارجو على موقع عالم كرة القدم.نت (الإنجليزية)